# Delia Bacon
Delia Salter Bacon (Tallmadge, 2 febbraio 1811 – Hartford, 2 settembre 1859) è stata una scrittrice statunitense.

## Biografia
Delia Bacon era figlia di David Bacon, missionario fra gl'indiani del Michigan e fondatore della città di Tallmadge nell'Ohio e quindi sorella dell'abolizionista Leonard Bacon. È oggi nota principalmente per il suo contributo al dibattito sull'attribuzione delle opere di Shakespeare; sostenne infatti la teoria secondo la quale i testi teatrali attribuiti a William Shakespeare fossero stati scritti in realtà da un gruppo di persone tra cui Francis Bacon, Walter Raleigh e altri tra i quali potrebbero essere annoverati Edmund Spenser, Thomas Sackville ed Edward de Vere.